# WTA Тур 2014
WTA Тур 2014 е 44–тият сезон от професионални турнири по тенис за жени, организиран от WTA през 2014 г. Той включва четирите турнира от Големия шлем, всички турнири от категория „Висши“ (Задължителни Висши, Висши 5 и Висши – общо 21) и „Международни“ (30), Шампионата на WTA Тур и Турнира на шампионките. В календара са включени и отборните първенства Фед Къп и Хопман Къп. Общият брой на турнирите е 58. Началото на сезона е сложено на 30 декември 2013 г., а неговият край е на 9 ноември 2014 г.

## График
Легенда
| Голям шлем                                   |
| Шампионат на WTA Тур и Турнир на шампионките |
| Категория „Задължителни висши“               |
| Категория „Висши 5“                          |
| Категория „Висши“                            |
| Категория „Международни“                     |
| Отборни първенства                           |

### Януари
| Дата                | Турнир                                                                                                | Шампионки                                | Финалистки                                | Резултат                      |
| ------------------- | --- | ---------------------------------------- | ----------------------------------------- | ----------------------------- |
| 30 декември         | Хопман Къп Пърт, Австралия Отборно първенство Награден фонд: $1 000 000 Настилка: Твърда (з)          | Франция · Ализе Корне · Жо-Вилфрид Цонга | Полша · Агнешка Радванска · Гжегож Панфил | 2 – 1                         |
| 30 декември         | Бризбейн Интернешънъл Бризбейн, Австралия Категория Висши Награден фонд: $1 000 000 Настилка: Твърда  | Серина Уилямс                            | Виктория Азаренка                         | 6 – 4, 7 – 5                  |
| 30 декември         | Бризбейн Интернешънъл Бризбейн, Австралия Категория Висши Награден фонд: $1 000 000 Настилка: Твърда  | Алла Кудрявцева Анастасия Родионова      | Кристина Младенович Галина Воскобоева     | 6 – 3, 6 – 1                  |
| 30 декември         | Шънджън Оупън Шънджън, Китай Категория Международни Награден фонд: $500 000 Настилка: Твърда          | Ли На                                    | Шуай Пън                                  | 6 – 4, 7 – 5                  |
| 30 декември         | Шънджън Оупън Шънджън, Китай Категория Международни Награден фонд: $500 000 Настилка: Твърда          | Моника Никулеску Клара Закопалова        | Людмила Киченок Надия Киченок             | 6 – 3, 6 – 4                  |
| 30 декември         | Ей Ес Би Класик Окланд, Нова Зеландия Категория Международни Награден фонд: $250 000 Настилка: Твърда | Ана Иванович                             | Винъс Уилямс                              | 6 – 2, 5 – 7, 6 – 4           |
| 30 декември         | Ей Ес Би Класик Окланд, Нова Зеландия Категория Международни Награден фонд: $250 000 Настилка: Твърда | Шарън Фишман Мария Санчес                | Луцие Храдецка Михаела Крайчек            | 2 – 6, 6 – 0, [10 – 4]        |
| 6 януари            | Апия Интернешънъл Сидни Сидни, Австралия Категория Висши Награден фонд: $710 000 Настилка: Твърда     | Цветана Пиронкова                        | Анджелик Кербер                           | 6 – 4, 6 – 4                  |
| 6 януари            | Апия Интернешънъл Сидни Сидни, Австралия Категория Висши Награден фонд: $710 000 Настилка: Твърда     | Тимеа Бабош Луцие Шафаржова              | Сара Ерани Роберта Винчи                  | 7 – 5, 3 – 6, [10 – 7]        |
| 6 януари            | Хобарт Интернешънъл Хобарт, Австралия Категория Международни Награден фонд: $250 000 Настилка: Твърда | Гарбине Мугуруса                         | Клара Закопалова                          | 6 – 4, 6 – 0                  |
| 6 януари            | Хобарт Интернешънъл Хобарт, Австралия Категория Международни Награден фонд: $250 000 Настилка: Твърда | Моника Никулеску Клара Закопалова        | Лиса Реймънд Джан Шуай                    | 6 – 2, 6 – 7(5 – 7), [10 – 8] |
| 13 януари 20 януари | Australian Open Мелбърн, Австралия Голям шлем Награден фонд: $12 122 762 Настилка: Твърда             | Ли На                                    | Доминика Цибулкова                        | 7 – 6(7 – 3), 6 – 0           |
| 13 януари 20 януари | Australian Open Мелбърн, Австралия Голям шлем Награден фонд: $12 122 762 Настилка: Твърда             | Сара Ерани Роберта Винчи                 | Екатерина Макарова Елена Веснина          | 6 – 4, 3 – 6, 7 – 5           |
| 13 януари 20 януари | Australian Open Мелбърн, Австралия Голям шлем Награден фонд: $12 122 762 Настилка: Твърда             | Кристина Младенович Даниел Нестор        | Саня Мирза Хория Текау                    | 6 – 3, 6 – 2                  |
| 27 януари           | Оупън Же Де Еф Сюез Париж, Франция Категория Висши Награден фонд: $710 000 Настилка: Твърда (з)       | Анастасия Павлюченкова                   | Сара Ерани                                | 3 – 6, 6 – 2, 6 – 3           |
| 27 януари           | Оупън Же Де Еф Сюез Париж, Франция Категория Висши Награден фонд: $710 000 Настилка: Твърда (з)       | Анна-Лена Грьонефелд Квета Пешке         | Тимеа Бабош Кристина Младенович           | 6 – 7(7 – 9), 6 – 4, [10 – 5] |
| 27 януари           | Патая Оупън Патая, Тайланд Категория Международни Награден фонд: $250 000 Настилка: Твърда            | Екатерина Макарова                       | Каролина Плишкова                         | 6 – 3, 7 – 6(9 – 7)           |
| 27 януари           | Патая Оупън Патая, Тайланд Категория Международни Награден фонд: $250 000 Настилка: Твърда            | Шуай Пън Джан Шуай                       | Алла Кудрявцева Анастасия Родионова       | 3 – 6, 7 – 6(7 – 5), [10 – 6] |

### Февруари
| Дата        | Турнир | Шампионки                                                          | Финалистки                                                    | Резултат                      |
| ----------- | --- | ------------------------------------------------------------------ | ------------------------------------------------------------- | ----------------------------- |
| 3 февруари  | Фед Къп четвъртфинали Кливланд, САЩ – Настилка: Твърда (з) Севиля, Испания – Настилка: Клей (червен) Братислава, Словакия – Настилка: Твърда (з) Хобарт, Австралия – Настилка: Твърда | Победили в четвъртфиналите · Италия · Чехия · Германия · Австралия | Загубили в четвъртфиналите · САЩ · Испания · Словакия · Русия | 3 – 1 3 – 2 3 – 1 4 – 0       |
| 10 февруари | Катар Тотал Оупън Доха, Катар Категория Висши 5 Награден фонд: $2 369 000 Настилка: Твърда                                                                                            | Симона Халеп                                                       | Анджелик Кербер                                               | 6 – 2, 6 – 3                  |
| 10 февруари | Катар Тотал Оупън Доха, Катар Категория Висши 5 Награден фонд: $2 369 000 Настилка: Твърда                                                                                            | Сие Шу-вей Шуай Пън                                                | Квета Пешке Катарина Среботник                                | 6 – 4, 6 – 0                  |
| 17 февруари | Дубай Тенис Чемпиъншипс Дубай, ОАЕ Категория Висши Награден фонд: $2 000 000 Настилка: Твърда                                                                                         | Винъс Уилямс                                                       | Ализе Корне                                                   | 6 – 3, 6 – 0                  |
| 17 февруари | Дубай Тенис Чемпиъншипс Дубай, ОАЕ Категория Висши Награден фонд: $2 000 000 Настилка: Твърда                                                                                         | Алла Кудрявцева Анастасия Родионова                                | Ракел Копс-Джоунс Абигейл Спиърс                              | 6 – 2, 5 – 7, [10 – 8]        |
| 17 февруари | Рио Оупън Рио де Жанейро, Бразилия Категория Международни Награден фонд: $250 000 Настилка: Клей (червен)                                                                             | Куруми Нара                                                        | Клара Закопалова                                              | 6 – 1, 4 – 6, 6 – 1           |
| 17 февруари | Рио Оупън Рио де Жанейро, Бразилия Категория Международни Награден фонд: $250 000 Настилка: Клей (червен)                                                                             | Ирина-Камелия Бегу Мария Иригойен                                  | Йохана Ларсон Шанел Схеперс                                   | 6 – 2, 6 – 0                  |
| 24 февруари | Абиерто Мехикано Телсел Акапулко, Мексико Категория Международни Награден фонд: $250 000 Настилка: Твърда                                                                             | Доминика Цибулкова                                                 | Кристина Макхейл                                              | 7 – 6(7 – 3), 4 – 6, 6 – 4    |
| 24 февруари | Абиерто Мехикано Телсел Акапулко, Мексико Категория Международни Награден фонд: $250 000 Настилка: Твърда                                                                             | Кристина Младенович Галина Воскобоева                              | Петра Цетковска Ивета Мелцер                                  | 6 – 3, 2 – 6, [10 – 5]        |
| 24 февруари | Бразил Тенис Къп Флорианополис, Бразилия Категория Международни Награден фонд: $250 000 Настилка: Твърда                                                                              | Клара Закопалова                                                   | Гарбине Мугуруса                                              | 4 – 6, 7 – 5, 6 – 0           |
| 24 февруари | Бразил Тенис Къп Флорианополис, Бразилия Категория Международни Награден фонд: $250 000 Настилка: Твърда                                                                              | Анабел Медина Гаригес Ярослава Шведова                             | Франческа Скиавоне Силвия Солер Еспиноса                      | 7 – 6(7 – 1), 2 – 6, [10 – 3] |

### Март
| Дата            | Турнир | Шампионки                              | Финалистки                       | Резултат                      |
| --------------- | --- | -------------------------------------- | -------------------------------- | ----------------------------- |
| 3 март 10 март  | Бе Ен Пе Париба Оупън Индиън Уелс, САЩ Категория Задължителни висши Награден фонд: $5 946 740 Настилка: Твърда | Флавия Пенета                          | Агнешка Радванска                | 6 – 2, 6 – 1                  |
| 3 март 10 март  | Бе Ен Пе Париба Оупън Индиън Уелс, САЩ Категория Задължителни висши Награден фонд: $5 946 740 Настилка: Твърда | Сие Шу-вей Шуай Пън                    | Кара Блек Саня Мирза             | 7 – 6(7 – 5), 6 – 2           |
| 17 март 24 март | Сони Оупън Тенис Маями, САЩ Категория Задължителни висши Награден фонд: $5 427 105 Настилка: Твърда            | Серина Уилямс                          | Ли На                            | 7 – 5, 6 – 1                  |
| 17 март 24 март | Сони Оупън Тенис Маями, САЩ Категория Задължителни висши Награден фонд: $5 427 105 Настилка: Твърда            | Мартина Хингис Сабине Лисицки          | Екатерина Макарова Елена Веснина | 4 – 6, 6 – 4, [10 – 5]        |
| 31 март         | Фемили Съркъл Къп Чарлстън, САЩ Категория Висши Награден фонд: $710 000 Настилка: Клей (зелен)                 | Андреа Петкович                        | Яна Чепелова                     | 7 – 5, 6 – 2                  |
| 31 март         | Фемили Съркъл Къп Чарлстън, САЩ Категория Висши Награден фонд: $710 000 Настилка: Клей (зелен)                 | Анабел Медина Гаригес Ярослава Шведова | Чжан Хао-цин Чжан Юн-жан         | 7 – 6(7 – 4), 6 – 2           |
| 31 март         | Монтерей Оупън Монтерей, Мексико Категория Международни Награден фонд: $500 000 Настилка: Твърда               | Ана Иванович                           | Йована Якшич                     | 6 – 2, 6 – 1                  |
| 31 март         | Монтерей Оупън Монтерей, Мексико Категория Международни Награден фонд: $500 000 Настилка: Твърда               | Дария Юрак Меган Мултон-Леви           | Тимеа Бабош Олга Говорцова       | 7 – 6(7 – 5), 3 – 6, [11 – 9] |

### Април
| Дата     | Турнир | Шампионки                                  | Финалистки                                   | Резултат                   |
| -------- | --- | ------------------------------------------ | -------------------------------------------- | -------------------------- |
| 7 април  | Бе Ен Пе Париба Катовице Оупън Катовице, Полша Категория Международни Награден фонд: $250 000 Настилка: Твърда (з)      | Ализе Корне                                | Камила Джорджи                               | 7 – 6(7 – 3), 5 – 7, 7 – 5 |
| 7 април  | Бе Ен Пе Париба Катовице Оупън Катовице, Полша Категория Международни Награден фонд: $250 000 Настилка: Твърда (з)      | Юлия Бейгелзимер Олга Савчук               | Клара Кукалова Моника Никулеску              | 6 – 4, 5 – 7, [10 – 7]     |
| 7 април  | Копа Колсанитас Богота, Колумбия Категория Международни Награден фонд: $250 000 Настилка: Клей (червен)                 | Каролин Гарсия                             | Йелена Янкович                               | 6 – 3, 6 – 4               |
| 7 април  | Копа Колсанитас Богота, Колумбия Категория Международни Награден фонд: $250 000 Настилка: Клей (червен)                 | Лара Аруабарена Каролин Гарсия             | Ваня Кинг Шанел Схеперс                      | 7 – 6(7 – 5), 6 – 4        |
| 14 април | Фед Къп полуфинали Бризбейн, Австралия – Настилка: Твърда Острава, Чехия – Настилка: Твърда (з)                         | Победили в полуфиналите · Германия · Чехия | Загубили в полуфиналите · Австралия · Италия | 3 – 1 4 – 0                |
| 14 април | Малайзиън Оупън Куала Лумпур, Малайзия Категория Международни Награден фонд: $250 000 Настилка: Твърда                  | Дона Векич                                 | Доминика Цибулкова                           | 5 – 7, 7 – 5, 7 – 6(7 – 4) |
| 14 април | Малайзиън Оупън Куала Лумпур, Малайзия Категория Международни Награден фонд: $250 000 Настилка: Твърда                  | Тимеа Бабош Чжан Хао-цин                   | Чжан Юн-жан Джън Сайсай                      | 6 – 3, 6 – 4               |
| 21 април | Порше Тенис Гран при Щутгарт, Германия Категория Висши Награден фонд: $710 000 Настилка: Клей (червен)                  | Мария Шарапова                             | Ана Иванович                                 | 3 – 6, 6 – 4, 6 – 1        |
| 21 април | Порше Тенис Гран при Щутгарт, Германия Категория Висши Награден фонд: $710 000 Настилка: Клей (червен)                  | Сара Ерани Роберта Винчи                   | Кара Блек Саня Мирза                         | 6 – 2, 6 – 3               |
| 21 април | Гран при на принцеса Лала Мерием Маракеш, Мароко Категория Международни Награден фонд: $250 000 Настилка: Клей (червен) | Мария Тереса Торо Флор                     | Ромина Опранди                               | 6 – 3, 3 – 6, 6 – 3        |
| 21 април | Гран при на принцеса Лала Мерием Маракеш, Мароко Категория Международни Награден фонд: $250 000 Настилка: Клей (червен) | Гарбине Мугуруса Ромина Опранди            | Катажина Питер Марина Заневска               | 4 – 6, 6 – 2, [11 – 9]     |
| 28 април | Португал Оупън Оейраш, Португалия Категория Международни Награден фонд: $250 000 Настилка: Клей (червен)                | Карла Суарес Наваро                        | Светлана Кузнецова                           | 6 – 4, 3 – 6, 6 – 4        |
| 28 април | Португал Оупън Оейраш, Португалия Категория Международни Награден фонд: $250 000 Настилка: Клей (червен)                | Кара Блек Саня Мирза                       | Ева Хрдинова Валерия Соловьова               | 6 – 4, 6 – 3               |

### Май
| Дата         | Турнир | Шампионки                             | Финалистки                           | Резултат                   |
| ------------ | --- | ------------------------------------- | ------------------------------------ | -------------------------- |
| 5 май        | Мутуа Мадрид Оупън Мадрид, Испания Категория Задължителни висши Награден фонд: €4 033 254 Настилка: Клей (червен)    | Мария Шарапова                        | Симона Халеп                         | 1 – 6, 6 – 2, 6 – 3        |
| 5 май        | Мутуа Мадрид Оупън Мадрид, Испания Категория Задължителни висши Награден фонд: €4 033 254 Настилка: Клей (червен)    | Сара Ерани Роберта Винчи              | Гарбине Мугуруса Карла Суарес Наваро | 6 – 4, 6 – 3               |
| 12 май       | Интернационали БНЛ д'Италия Рим, Италия Категория Висши 5 Награден фонд: $2 369 000 Настилка: Клей (червен)          | Серина Уилямс                         | Сара Ерани                           | 6 – 3, 6 – 0               |
| 12 май       | Интернационали БНЛ д'Италия Рим, Италия Категория Висши 5 Награден фонд: $2 369 000 Настилка: Клей (червен)          | Квета Пешке Катарина Среботник        | Сара Ерани Роберта Винчи             | 4 – 0, отказване           |
| 19 май       | Нюрнбергер Ферзихерунгскъп Нюрнберг, Германия Категория Международни Награден фонд: $250 000 Настилка: Клей (червен) | Южени Бушар                           | Каролина Плишкова                    | 6 – 2, 4 – 6, 6 – 3        |
| 19 май       | Нюрнбергер Ферзихерунгскъп Нюрнберг, Германия Категория Международни Награден фонд: $250 000 Настилка: Клей (червен) | Михаела Крайчек Каролина Плишкова     | Ралука Олару Шахар Пеер              | 6 – 0, 4 – 6, [10 – 6]     |
| 19 май       | Интернасионо дьо Страсбург Страсбург, Франция Категория Международни Награден фонд: $250 000 Настилка: Клей (червен) | Моника Пуиг                           | Силвия Солер Еспиноса                | 6 – 4, 6 – 3               |
| 19 май       | Интернасионо дьо Страсбург Страсбург, Франция Категория Международни Награден фонд: $250 000 Настилка: Клей (червен) | Ашли Барти Кейси Делакуа              | Татяна Буа Даниела Сегел             | 4 – 6, 7 – 5, [10 – 4]     |
| 26 май 2 юни | Ролан Гарос Париж, Франция Голям шлем Награден фонд: $11 315 740 Настилка: Клей (червен)                             | Мария Шарапова                        | Симона Халеп                         | 6 – 4, 6 – 7(5 – 7), 6 – 4 |
| 26 май 2 юни | Ролан Гарос Париж, Франция Голям шлем Награден фонд: $11 315 740 Настилка: Клей (червен)                             | Сие Шу-вей Шуай Пън                   | Сара Ерани Роберта Винчи             | 6 – 4, 6 – 1               |
| 26 май 2 юни | Ролан Гарос Париж, Франция Голям шлем Награден фонд: $11 315 740 Настилка: Клей (червен)                             | Анна-Лена Грьонефелд Жан-Жюлиен Ройер | Юлия Гьоргес Ненад Зимонич           | 4 – 6, 6 – 2, [10 – 7]     |

### Юни
| Дата          | Турнир                                                                                             | Шампионки                            | Финалистки                          | Резултат                      |
| ------------- | -------------------------------------------------------------------------------------------------- | ------------------------------------ | ----------------------------------- | ----------------------------- |
| 9 юни         | АЕГОН Класик Бирмингам, Великобритания Категория Висши Награден фонд: $710 000 Настилка: Трева     | Ана Иванович                         | Барбора Захлавова-Стрицова          | 6 – 3, 6 – 2                  |
| 9 юни         | АЕГОН Класик Бирмингам, Великобритания Категория Висши Награден фонд: $710 000 Настилка: Трева     | Ракел Копс-Джоунс Абигейл Спиърс     | Ашли Барти Кейси Делакуа            | 7 – 6(7 – 1), 6 – 1           |
| 16 юни        | АЕГОН Интернешънъл Истборн, Великобритания Категория Висши Награден фонд: $710 000 Настилка: Трева | Мадисън Кийс                         | Анджелик Кербер                     | 6 – 3, 3 – 6, 7 – 5           |
| 16 юни        | АЕГОН Интернешънъл Истборн, Великобритания Категория Висши Награден фонд: $710 000 Настилка: Трева | Чжан Хао-цин Чжан Юн-жан             | Мартина Хингис Флавия Пенета        | 6 – 3, 5 – 7, [10 – 7]        |
| 16 юни        | Топшелф Оупън Росмален, Холандия Категория Международни Награден фонд: $250 000 Настилка: Трева    | Коко Вандевеге                       | Джън Дзие                           | 6 – 2, 6 – 4                  |
| 16 юни        | Топшелф Оупън Росмален, Холандия Категория Международни Награден фонд: $250 000 Настилка: Трева    | Марина Еракович Аранча Пара Сантонха | Михаела Крайчек Кристина Младенович | 0 – 6, 7 – 6(7 – 5), [10 – 8] |
| 23 юни 30 юни | Уимбълдън Лондон, Великобритания Голям шлем Награден фонд: $11 174 883 Настилка: Трева             | Петра Квитова                        | Южени Бушар                         | 6 – 3, 6 – 0                  |
| 23 юни 30 юни | Уимбълдън Лондон, Великобритания Голям шлем Награден фонд: $11 174 883 Настилка: Трева             | Сара Ерани Роберта Винчи             | Тимеа Бабош Кристина Младенович     | 6 – 1, 6 – 3                  |
| 23 юни 30 юни | Уимбълдън Лондон, Великобритания Голям шлем Награден фонд: $11 174 883 Настилка: Трева             | Саманта Стосър Ненад Зимонич         | Чжан Хао-цин Макс Мирни             | 6 – 4, 6 – 2                  |

### Юли
| Дата   | Турнир | Шампионки                            | Финалистки                           | Резултат               |
| ------ | --- | ------------------------------------ | ------------------------------------ | ---------------------- |
| 7 юли  | Букурещ Оупън Букурещ, Румъния Категория Международни Награден фонд: $250 000 Настилка: Клей (червен)              | Симона Халеп                         | Роберта Винчи                        | 6 – 1, 6 – 3           |
| 7 юли  | Букурещ Оупън Букурещ, Румъния Категория Международни Награден фонд: $250 000 Настилка: Клей (червен)              | Елена Богдан Александра Каданцу      | Чагла Буюкакчай Карин Кнап           | 6 – 4, 3 – 6, [10 – 5] |
| 7 юли  | Гащайн Лейдис Бад Гащайн, Австрия Категория Международни Награден фонд: $250 000 Настилка: Клей (червен)           | Андреа Петкович                      | Шелби Роджърс                        | 6 – 3, 6 – 3           |
| 7 юли  | Гащайн Лейдис Бад Гащайн, Австрия Категория Международни Награден фонд: $250 000 Настилка: Клей (червен)           | Каролина Плишкова Кристина Плишкова  | Андрея Клепач Мария Тереса Торо Флор | 4 – 6, 6 – 3, [10 – 6] |
| 14 юли | Открито първенство на Швеция Бостад, Швеция Категория Международни Награден фонд: $250 000 Настилка: Клей (червен) | Мона Бартел                          | Шанел Схеперс                        | 6 – 3, 7 – 6(7 – 3)    |
| 14 юли | Открито първенство на Швеция Бостад, Швеция Категория Международни Награден фонд: $250 000 Настилка: Клей (червен) | Андрея Клепач Мария Тереса Торо Флор | Джоселин Рей Анна Смит               | 6 – 1, 6 – 1           |
| 14 юли | Истанбул Къп Истанбул, Турция Категория Международни Награден фонд: $250 000 Настилка: Твърда                      | Каролине Возняцки                    | Роберта Винчи                        | 6 – 1, 6 – 1           |
| 14 юли | Истанбул Къп Истанбул, Турция Категория Международни Награден фонд: $250 000 Настилка: Твърда                      | Мисаки Дои Елина Свитолина           | Оксана Калашникова Паула Каня        | 6 – 4, 6 – 0           |
| 21 юли | Баку Къп Баку, Азербайджан Категория Международни Награден фонд: $250 000 Настилка: Твърда                         | Елина Свитолина                      | Бояна Йовановски                     | 6 – 1, 7 – 6(7 – 2)    |
| 21 юли | Баку Къп Баку, Азербайджан Категория Международни Награден фонд: $250 000 Настилка: Твърда                         | Александра Панова Хедър Уотсън       | Ралука Олару Шахар Пеер              | 6 – 2, 7 – 6(7 – 3)    |
| 28 юли | Банк ъф дъ Уест Класик Станфорд, САЩ Категория Висши Награден фонд: $710 000 Настилка: Твърда                      | Серина Уилямс                        | Анджелик Кербер                      | 7 – 6(7 – 1), 6 – 3    |
| 28 юли | Банк ъф дъ Уест Класик Станфорд, САЩ Категория Висши Награден фонд: $710 000 Настилка: Твърда                      | Гарбине Мугуруса Карла Суарес Наваро | Паула Каня Катерина Синякова         | 6 – 2, 4 – 6, [10 – 5] |
| 28 юли | Сити Оупън Вашингтон, САЩ Категория Международни Награден фонд: $250 000 Настилка: Твърда                          | Светлана Кузнецова                   | Куруми Нара                          | 6 – 3, 4 – 6, 6 – 4    |
| 28 юли | Сити Оупън Вашингтон, САЩ Категория Международни Награден фонд: $250 000 Настилка: Твърда                          | Сюко Аояма Габриела Дабровски        | Хироко Кувата Куруми Нара            | 6 – 1, 6 – 2           |

### Август
| Дата                  | Турнир                                                                                               | Шампионки                           | Финалистки                           | Резултат                 |
| --------------------- | --- | ----------------------------------- | ------------------------------------ | ------------------------ |
| 4 август              | Роджърс Къп Монреал, Канада Категория Висши 5 Награден фонд: $2 369 000 Настилка: Твърда             | Агнешка Радванска                   | Винъс Уилямс                         | 6 – 4, 6 – 2             |
| 4 август              | Роджърс Къп Монреал, Канада Категория Висши 5 Награден фонд: $2 369 000 Настилка: Твърда             | Сара Ерани Роберта Винчи            | Кара Блек Саня Мирза                 | 7 – 6(7 – 4), 6 – 3      |
| 11 август             | Уестърн енд Съдърн Оупън Синсинати, САЩ Категория Висши 5 Награден фонд: $2 369 000 Настилка: Твърда | Серина Уилямс                       | Ана Иванович                         | 6 – 4, 6 – 1             |
| 11 август             | Уестърн енд Съдърн Оупън Синсинати, САЩ Категория Висши 5 Награден фонд: $2 369 000 Настилка: Твърда | Ракел Копс-Джоунс Абигейл Спиърс    | Тимеа Бабош Кристина Младенович      | 6 – 1, 2 – 0 (отказване) |
| 18 август             | Кънектикът Оупън Ню Хейвън, САЩ Категория Висши Награден фонд: $795 707 Настилка: Твърда             | Петра Квитова                       | Магдалена Рибарикова                 | 6 – 4, 6 – 2             |
| 18 август             | Кънектикът Оупън Ню Хейвън, САЩ Категория Висши Награден фонд: $795 707 Настилка: Твърда             | Андрея Клепач Силвия Солер Еспиноса | Марина Еракович Аранча Пара Сантонха | 7 – 5, 4 – 6, [10 – 7]   |
| 25 август 1 септември | US Open Ню Йорк, САЩ Голям шлем Награден фонд: $11 517 008 Настилка: Твърда                          | Серина Уилямс                       | Каролине Возняцки                    | 6 – 3, 6 – 3             |
| 25 август 1 септември | US Open Ню Йорк, САЩ Голям шлем Награден фонд: $11 517 008 Настилка: Твърда                          | Екатерина Макарова Елена Веснина    | Мартина Хингис Флавия Пенета         | 2 – 6, 6 – 3, 6 – 2      |
| 25 август 1 септември | US Open Ню Йорк, САЩ Голям шлем Награден фонд: $11 517 008 Настилка: Твърда                          | Саня Мирза Бруно Соарес             | Абигейл Спиърс Сантяго Гонзалес      | 6 – 1, 2 – 6, [11 – 9]   |

### Септември
| Дата         | Турнир | Шампионки                           | Финалистки                              | Резултат                      |
| ------------ | --- | ----------------------------------- | --------------------------------------- | ----------------------------- |
| 8 септември  | Купа Банк Национале Квебек, Канада Категория Международни Награден фонд: $250 000 Настилка: Мокет (в зала) | Миряна Лучич-Барони                 | Винъс Уилямс                            | 6 – 4, 6 – 3                  |
| 8 септември  | Купа Банк Национале Квебек, Канада Категория Международни Награден фонд: $250 000 Настилка: Мокет (в зала) | Луцие Храдецка Миряна Лучич-Барони  | Юлия Гьоргес Андреа Хлавачкова          | 6 – 3, 7 – 6(10 – 8)          |
| 8 септември  | Хонгконг Тенис Оупън Хонгконг Категория Международни Награден фонд: $250 000 Настилка: Твърда              | Сабине Лисицки                      | Каролина Плишкова                       | 7 – 5, 6 – 3                  |
| 8 септември  | Хонгконг Тенис Оупън Хонгконг Категория Международни Награден фонд: $250 000 Настилка: Твърда              | Каролина Плишкова Кристина Плишкова | Патриция Майр-Ахлайтнер Арина Родионова | 6 – 2, 2 – 6, [12 – 10]       |
| 8 септември  | Ташкент Оупън Ташкент, Узбекистан Категория Международни Награден фонд: $250 000 Настилка: Твърда          | Карин Кнап                          | Бояна Йовановски                        | 6 – 2, 7 – 6(7 – 4)           |
| 8 септември  | Ташкент Оупън Ташкент, Узбекистан Категория Международни Награден фонд: $250 000 Настилка: Твърда          | Александра Крунич Катерина Синякова | Маргарита Гаспарян Александра Панова    | 6 – 2, 6 – 1                  |
| 15 септември | Торай Пан Пасифик Оупън Токио, Япония Категория Висши Награден фонд: $1 000 000 Настилка: Твърда           | Ана Иванович                        | Каролине Возняцки                       | 6 – 2, 7 – 6(7 – 2)           |
| 15 септември | Торай Пан Пасифик Оупън Токио, Япония Категория Висши Награден фонд: $1 000 000 Настилка: Твърда           | Кара Блек Саня Мирза                | Гарбине Мугуруса Карла Суарес Наваро    | 6 – 2, 7 – 5                  |
| 15 септември | КИА Корея Оупън Сеул, Южна Корея Категория Международни Награден фонд: $500 000 Настилка: Твърда           | Каролина Плишкова                   | Варвара Лепченко                        | 6 – 3, 6 – 7(5 – 7), 6 – 2    |
| 15 септември | КИА Корея Оупън Сеул, Южна Корея Категория Международни Награден фонд: $500 000 Настилка: Твърда           | Лара Аруабарена Ирина-Камелия Бегу  | Мона Бартел Манди Минела                | 6 – 3, 6 – 3                  |
| 15 септември | Гуанджоу Оупън Гуанджоу, Китай Категория Международни Награден фонд: $500 000 Настилка: Твърда             | Моника Никулеску                    | Ализе Корне                             | 6 – 4, 6 – 0                  |
| 15 септември | Гуанджоу Оупън Гуанджоу, Китай Категория Международни Награден фонд: $500 000 Настилка: Твърда             | Чжуан Цзя-жун Лян Чен               | Ализе Корне Магда Линет                 | 2 – 6, 7 – 6(7 – 3), [10 – 7] |
| 22 септември | Ухан Оупън Ухан, Китай Категория Висши 5 Награден фонд: $2 440 070 Настилка: Твърда                        | Петра Квитова                       | Южени Бушар                             | 6 – 3, 6 – 4                  |
| 22 септември | Ухан Оупън Ухан, Китай Категория Висши 5 Награден фонд: $2 440 070 Настилка: Твърда                        | Мартина Хингис Флавия Пенета        | Кара Блек Каролин Гарсия                | 6 – 4, 5 – 7, [12 – 10]       |
| 29 септември | Чайна Оупън Пекин, Китай Категория Задължителни висши Награден фонд: $5 427 105 Настилка: Твърда           | Мария Шарапова                      | Петра Квитова                           | 6 – 4, 2 – 6, 6 – 3           |
| 29 септември | Чайна Оупън Пекин, Китай Категория Задължителни висши Награден фонд: $5 427 105 Настилка: Твърда           | Андреа Хлавачкова Шуай Пън          | Кара Блек Саня Мирза                    | 6 – 4, 6 – 4                  |

### Октомври
| Дата        | Турнир | Шампионки                           | Финалистки                          | Резултат                          |
| ----------- | --- | ----------------------------------- | ----------------------------------- | --------------------------------- |
| 6 октомври  | Тиендзин Оупън Тиендзин, Китай Категория Международни Награден фонд: $250 000 Настилка: Твърда               | Алисън Риск                         | Белинда Бенчич                      | 6 – 3, 6 – 4                      |
| 6 октомври  | Тиендзин Оупън Тиендзин, Китай Категория Международни Награден фонд: $250 000 Настилка: Твърда               | Алла Кудрявцева Анастасия Родионова | Сорана Кърстя Андрея Клепач         | 6 – 7(6 – 8), 6 – 2, [10 – 8]     |
| 6 октомври  | Япония Оупън Осака, Япония Категория Международни Награден фонд: $250 000 Настилка: Твърда                   | Саманта Стосър                      | Зарина Дияс                         | 7 – 6(9 – 7), 6 – 3               |
| 6 октомври  | Япония Оупън Осака, Япония Категория Международни Награден фонд: $250 000 Настилка: Твърда                   | Сюко Аояма Рената Ворачова          | Лара Аруабарена Татяна Мария        | 6 – 1, 6 – 2                      |
| 6 октомври  | Дженерали Лейдис Линц Линц, Австрия Категория Международни Награден фонд: $250 000 Настилка: Твърда (в зала) | Каролина Плишкова                   | Камила Джорджи                      | 6 – 7(4 – 7), 6 – 3, 7 – 6(7 – 4) |
| 6 октомври  | Дженерали Лейдис Линц Линц, Австрия Категория Международни Награден фонд: $250 000 Настилка: Твърда (в зала) | Ралука Олару Анна Татишвили         | Аника Бек Каролин Гарсия            | 6 – 2, 6 – 1                      |
| 13 октомври | Купа на Кремъл Москва, Русия Категория Висши Награден фонд: $710 000 Настилка: Твърда                        | Анастасия Павлюченкова              | Ирина-Камелия Бегу                  | 6 – 4, 5 – 7, 6 – 1               |
| 13 октомври | Купа на Кремъл Москва, Русия Категория Висши Награден фонд: $710 000 Настилка: Твърда                        | Мартина Хингис Флавия Пенета        | Каролин Гарсия Аранча Пара Сантонха | 6 – 3, 7 – 5                      |
| 13 октомври | Люксембург Оупън Люксембург, Люксембург Категория Международни Награден фонд: $250 000 Настилка: Твърда      | Аника Бек                           | Барбора Захлавова-Стрицова          | 6 – 2, 6 – 1                      |
| 13 октомври | Люксембург Оупън Люксембург, Люксембург Категория Международни Награден фонд: $250 000 Настилка: Твърда      | Тимеа Бачински Кристина Бароа       | Луцие Храдецка Барбора Крейчикова   | 3 – 6, 6 – 4, [10 – 4]            |
| 20 октомври | Финали на WTA Сингапур Шампионат на WTA Тур Награден фонд: $6 500 000 Настилка: Твърда                       | Серина Уилямс                       | Симона Халеп                        | 6 – 3, 6 – 0                      |
| 20 октомври | Финали на WTA Сингапур Шампионат на WTA Тур Награден фонд: $6 500 000 Настилка: Твърда                       | Кара Блек Саня Мирза                | Сие Шу-вей Шуай Пън                 | 6 – 1, 6 – 0                      |
| 27 октомври | Турнир на шампионките София, България Турнир на шампионките Награден фонд: $750 000 Настилка: Твърда         | Андреа Петкович                     | Флавия Пенета                       | 1 – 6, 6 – 4, 6 – 3               |

### Април
| Дата      | Турнир                                                 | Шампионки | Финалистки | Резултат |
| --------- | ------------------------------------------------------ | --------- | ---------- | -------- |
| 3 ноември | Фед Къп финал Прага, Чехия – Настилка: Твърда (в зала) | Чехия     | Русия      | 3 – 1    |

## Отказвания
През 2014 г. от професионалния тенис се отказват състезателки като:
- Ли На – в професионалната си кариера Ли има 9 WTA титли, като две от тях са от Големия шлем на Ролан Гарос 2011 и Australian Open 2014. Ли е първата и единствена азиатска тенисистка, печелила титла от Големия шлем. Тя става и първата финалистка от Азия на такова ниво, след като играе във финалната среща на Australian Open 2011, а след това и на Australian Open 2013. Ли е трикратна четвъртфиналистка на Уимбълдън, полуфиналистка на Летни олимпийски игри 2008 и US Open 2013 и финалистка на Шампионат на WTA Тур 2013. Ли На е световна No.2 на 17 февруари 2014 г., но седем месеца по-късно тя слага край на професионалната си тенис кариера, като причина за това е контузия. Тя е най-успешната азиатска тенисистка;
- Динара Сафина – бивша No.1, има 12 титли, стигала е до 3 финала на турнирите от Големия шлем, носителка и на сребърен медал от Летни олимпийски игри 2008;
- Мария Хосе Мартинес Санчес – бивша No.19 на сингъл и No.5 на двойки, има 5 титли на сингъл и 16 на двойки, заедно с Нурия Лягостера Вивес печелят шампионат на WTA Тур 2009 за двойки;
- Ивета Мелцер – бивша No.25 на сингъл и No.17 на двойки, в кариерата си е спечелила 2 титли на сингъл и 14 на двойки, вдигала е трофея на Уимбълдън 2011 за смесени двойки заедно със съпруга си Юрген Мелцер;
- Ивон Мойсбургер – най-доброто ѝ класиране в световната ранглиста за жени е No.37, има 1 титла и още 2 финала;
- Грета Арн – върховото ѝ класиране в световната ранглиста е No.40, има 2 титли;
- Едина Галовиц-Хол – върховото ѝ класиране в световната ранглиста е No.54, стигала е до финал на сингъл и има 3 титли на двойки;
- Ашли Барти – върховото ѝ класиране в световната ранглиста е No.129, а на двойки е стигала до No.12; на двойки тя си партнира с Кейси Делакуа, като заедно имат две титли и са финалистки три пъти в турнири от Големия шлем.